# Otcové zakladatelé Spojených států amerických

Návrh deklarace nezávislosti Spojených států v Kongresu 28. června 1776 na obrazu Johna Trumbulla

Otcové zakladatelé Spojených států amerických byla skupina filozofů, politiků a spisovatelů, která vedla americkou revoluci proti britské nadvládě v Severní Americe. Většinou se jednalo o potomky kolonistů usazených v třinácti původních britských koloniích. Výčet otců zakladatelů není jednotný a například americký historik Richard B. Morris v roce 1973 označil za sedm nejvýznamnějších Otců Benjamina Franklina, George Washingtona, Johna Adamse, Thomase Jeffersona, Johna Jaye, Jamese Madisona a Alexandra Hamiltona.
Adams, Jefferson a Franklin byli členy pětičlenného výboru Druhého kontinentálního kongresu, který navrhl a 28. června 1776 předložil celému kongresu Deklaraci nezávislosti Spojených států amerických ke schválení. Hamilton, Madison a Jay napsali Listy federalistů, tedy 85 článků interpretující americkou ústavu. Jay, Adams a Franklin v roce 1782 vyjednávali ve Francii mírovou smlouvu s Velkou Británií, která ukončila Americkou válku za nezávislost a také stanovovala hranici mezi britským a americkým územím v Severní Americe. Washington byl vrchním velitelem Kontinentální armády a prezidentem Filadelfského ústavního konventu.
Občas jsou za Otce zakladatele považováni všichni signatáři finální verze Deklarace nezávislosti (celkem 39 lidí) nebo například signatáři Článků Konfederace.

## Pozadí
První kontinentální kongres se konal ve Filadelfii v roce 1774 za účasti 54 delegátů ze všech třinácti původních britských kolonií vyjma Georgie. Kongresu se účastnil George Washington, který se tímto vrátil do aktivní služby a stal se velitelem Kontinentální armády. Výsledkem kongresu byl především bojkot britského zboží zahájený v prosinci 1774.
Na první kongres navázal Druhý kontinentální kongres, který existoval od 10. května 1775 do 1. března 1781. Delegáti byli většinou titíž, co v případě prvního kongresu, navíc se novým delegátem stal např. Benjamin Franklin za Pensylvánii. Kongresovým prezidentem byl zvolen John Hancock. Největším počinem druhého kongresu bylo vyhlášení Deklarace nezávislosti, čímž vznikl zcela nový stát – Spojené státy americké.
Po tomto kroku tak bylo potřeba vytvořit zcela novou vládu a nahradit Britský parlament. Kongres proto schválil Články Konfederace (oficiálně 1. března 1781, ale listina platila již od svého vzniku koncem roku 1777), které definovaly právní rámec vlády USA (tedy Kontinentálního kongresu), její diplomatické styky s Evropou a území státu. Touto smlouvou se také kongres oficiálně přejmenoval na Kongres Konfederace (anglicky Congress of the Confederation).
Články Konfederace se velmi brzy ukázaly jako nedostatečné (vláda USA měla slabé pravomoce), a proto se ve Filadelfii sešel ústavní konvent. Ten se nakonec rozhodl Články Konfederace neměnit, ale nahradit je rovnou zcela novou listinou – Ústavou Spojených států amerických, která platí od 21. června 1788 dodnes.